# Хитрово (Сафоновський район)
Хитрово (рос. Хитрово) — присілок Сафоновського району Смоленської області Росії. Входить до складу Богдановщинського сільського поселення.
Населення — 2 особи (2007 рік). 